# Slipinskogenia bilineata
Slipinskogenia bilineata is een keversoort uit de familie Propalticidae. De wetenschappelijke naam van de soort is als Discogenia bilineata voor het eerst geldig gepubliceerd in 1942 door John.
De soort is waargenomen in Congo-Kinshasa.